# تامبره
تامبره (به ایتالیایی: Tambre) یک کومونه (شهرداری) در ایتالیا است که در استان بلونو، ناحیه ونتو؛ به فاصلهٔ ۸۰ کیلومتری (۵۰ مایلی) شمال ونیز و حدود ۱۵ کیلومتری (۹ مایلی) شرق بلونو واقع شده‌است.

## خصوصیات
تامبره در ۳۱ دسامبر ۲۰۰۴، ۴۵٫۶ کیلومتر مربع (۱۷٫۶ مایل مربع) مساحت و ۱٬۵۰۱ نفر جمعیت دارد و ۹۲۲ متر بالاتر از سطح دریا واقع شده‌است.